# Salonit Anhovo
Salonit Anhovo d.d. je največji slovenski proizvajalec cementa. Tovarna se nahaja v Anhovem v občini Kanal ob Soči, okrog 20 kilometrov severno od Nove Gorice.

## Korporativni profil
Lastniška struktura podjetja Salonit Anhovo, d.d. je bila za časa 31. decembra 2021 sledeča: Wietersdorfer Alpacem GmbH (avstrijska družba) z 74,52 % lastniškim deležem, Buzzi Unicem S.p.A. (italijansko podjetje) z 25,00 % lastniškim deležem in mali delničarji z lastniškim deležem 0,48 %.

### Korporativna zgodovina
Januarja 2005 je Salonit Anhovo postal večinski lastnik (54,93 % lastniški delež) proizvajalca gradbenih materialov Keme Puconci.
Avgusta 2014 je v lastništvo Salonita Anhovo vstopilo italijansko podjetje Buzzi Unicem (ki proizvaja cement in drug gradbeni material) z 25 % lastniškim deležem.

### Sponzorstva
Salonit Anhovo je glavni sponzor odbojkarskega kluba OK Salonit Anhovo.

## Zgodovina
Začetek podjetja sega v začetek 20. stoletja, ko je zidar Ivan Nibrant ob kuhi apna odkril takrat neznan siv prah odličnih veznih lastnosti. Kasneje je splitski podjetnik Emil Stock preučil material in začel z gradnjo 16 vertikalnih "Dietzschejevih" peči s kapaciteto 160 ton cementnega klinkerja na dan. Sprva je bila cementarna znana kot "Cementi Isonzo S.A.". Proizvodnja cementa (in s tem obratovanje podjetja) se je pričela 2. maja 1921.
Anhovski cement je veljal za enega izmed najboljših v tedanji Jugoslaviji. Leta 1961 so bile vertikalne Dietzschejeve peči zamenjane z rotacijsko pečjo s kapaciteto okrog 350 ton klinkerja dnevno. Leta 1977 je bila zgrajena nova cementarna s kapaciteto 2000 ton klinkerja na dan.
Leta 1986 je proizvodnja prvič presegla milijon ton cementa leto. Trenutno je kapaciteta okrog 4.000 ton cementa na dan. 
Salonit Anhovo je do prepovedi azbesta leta 1996 proizvajal azbestno-cementne izdelke.

## Dejavnost
Silosi v Anhovem imajo skupno kapaciteto 70.000 ton.

### Uporaba alternativnih goriv
Salonit Anhovo je v pretelkem desetletju prešel k sosežigu alternativnih goriv. Skladno z IPPC okoljevarstvenim dovoljenjem lahko podjetje za proizvodnjo cementa letno sežge 108.000 ton odpadkov, med katerimi je lahko do 40% nevarnih.
Najbolj pogosti odpadki, ki jih sežigajo so: izrabljene pnevmatike, mesno kostna moka, ladijska kaluža olja, mulj iz čistilnih naprav, odpadna plastika, odpadni tiskarski tonerji, odpadne barve in lake, nasičene smole ionskih izmenjevalnikov, odpadna lepila in tesnilne mase, mešana embalaža, odpadna olja in topila, petrolkoks.
V začetku leta 2016 je podjetje pričelo tudi z gradnjo novih naprav za doziranje 3D odpadkov, vključno s komunalni odpadki.
Po navedbah Civilne Iniciative Danes naj bi v letu 2022 Salonit Anhovo podvojil obseg sosežiga odpadkov; ta naj bi tako po novem obsegal 220 tisoč ton odpadkov letno (oz. 600 ton odpadkov na dan).

### Oskrba z vodovodno vodo
Pripravo pitne vode v občini Kanal ob Soči iz vodarne Močila zagotavlja podjetje Salinvest, ki je hčerinsko podjetje v 100 % lasti podjetja Salonit Anhovo.

## Okoljski vpliv
Salonit Anhovo velja za osrednjega onesnaževalca območja srednje Soške doline.

### Onesnaževanje z azbestom
Salonit Anhovo je do prepovedi uporabe azbesta leta 1996 proizvajal azbestno-cementne izdelke in je do prekinitve proizvodnje predstavljal največjega uporabnika azbesta.
Zdravstvene posledice za lokalno prebivalstvo
Glede na zdravstvene podatke za obdobje med leti 1998 in 2016 so prebivalci iz okolice tovarne predstavljali občutno več kot polovico nacionalnih primerov azbestoze, plevralnih plakov in mezoteliomov, na območju pa je bila povečana tudi pojavnost pljučnega raka.